# Aeroporto Internazionale di Palau
Il Romana Tmetuchl International Airport, precedentemente noto come l'aeroporto internazionale di Palau, è il principale aeroporto della Repubblica di Palau, un arcipelago situato nell'Oceano Pacifico occidentale. L'aeroporto si trova in prossimità del villaggio di Airai, a circa 6 miglia (10 km) da Koror e 15 miglia (25 chilometri) da Melekeok, la capitale di Palau.
Nel maggio 2006, il Senato di Palau ha adottato una risoluzione per ribattezzare l'aeroporto internazionale di Palau in onore del politico locale e uomo d'affari Roman Tmetuchl. Da allora, l'aeroporto è stato ufficialmente conosciuto come Romana Tmetuchl International Airport.
L'aeroporto è di vitale importanza per l'economia di Palau, poiché è il principale punto di ingresso per i visitatori provenienti da tutto il mondo. L'aeroporto è dotato di moderne infrastrutture e di una vasta gamma di servizi, tra cui ristoranti, negozi, lounge per i passeggeri e servizi di noleggio auto.
Inoltre, l'aeroporto è l'hub della compagnia aerea Belau Air, che offre voli nazionali e internazionali per diverse destinazioni in Asia e nel Pacifico. Grazie alla sua posizione strategica e alla sua moderna infrastruttura, il Romana Tmetuchl International Airport è un importante centro di trasporto per la regione del Pacifico occidentale e un'importante porta di accesso per i visitatori che desiderano scoprire le bellezze naturali e culturali di Palau.